# Mijaíl Saltykov-Shchedrín
Mijaíl Yevgráfovich Saltykov-Shchedrín (en ruso: Михаи́л Евгра́фович Салтыко́в-Щедри́н, n. el 15 de enero de 1826 en la aldea Spas-Ugol - m. el 28 de abril de 1889 en San Petersburgo) fue un escritor, satirista y periodista ruso del siglo XIX. Pasó la mayor parte de su vida trabajando como funcionario en diversas funciones. Después de la muerte del poeta Nikolái Nekrásov, se desempeñó como editor de la conocida revista rusa, Otéchestvennye Zapiski, hasta que el gobierno lo prohibió en 1884. Su obra más conocida es la novela La familia Golovliov, publicada en 1876.

## Biografía
Desciende de una noble familia aristocrática Saltykov. Su niñez no fue feliz, porque sus parientes se enemistaron, y Mijaíl fue desatendido. 
Estudió en El Instituto de la nobleza en Moscú, después en el Liceo de Tsárskoye Seló (1838-1844), donde comenzó su experiencia como escritor y traductor a temprana edad. 
En 1844, fue admitido en la plantilla de la cancillería del ministro militar. Tomó más interés por literatura que por servicio. Comenzó su carrera como escritor en 1847, publicando cuentos en la revista literaria central "Otéchestvennye zapiski", y en 1848 escribió su primera novela corta La maraña (Запутанное дело). La maraña contenía sátira al régimen existente, y el gobierno ruso, asustado por la Revolución francesa de 1848, desterró al autor a provincia alejada, a Vyatka. En Vyatka estudió costumbres de todas capas de la población provincial. Luego sus observaciones se reflejaron en el ciclo Relatos de provincia (Губернские очерки) publicado en 1857. 
En 1856, fue perdonado y admitido en el ministerio del Interior y promovido prontamente. En 1858, fue designado vicegobernador de Riazán, en 1860 fue vicegobernador de Tver. En 1858-1862, escribió Cuentos inocentes (Невинные рассказы) y Sátiras en prosa (Сатиры в прозе), publicados en 1863. Muchos de cuentos y notas del período no fueron publicados hasta ahora. 
En 1864, fue designado director de càmara fiscal, primero en Penza, luego en 1866 en Tula y en 1867 en Riazán. En 1868, Saltykov-Shchedrín se retiró del servicio. 
Sus obras literarias mayores fueron escritos en los setenta y los ochenta del siglo XIX. Son la mordaz Historia de una ciudad (История одного города) (1869-1870) que es una alegoría satírica de historia rusa, que obnubiló a los censores, mediante la alegoría y la fábula, de tal suerte que sus lectores captaron las alusiones políticas, pero los censores no tuvieron pretexto para persecución; su obra maestra, la novela La familia Golovliov (Господа Головлёвы) (1875-1880) que describe el sufrimiento psicológico y la decadencia moral de una familia de terratenientes, Ruinas de la Vida (Пошехонская старина) (publicado en 1890), sus Cuentos de hadas satíricos (1869-1886). 
La familia Golovliov es, según el crítico literario D.S. Mirsky, la novela más lúgubre de literatura rusa porque lo espantoso es mostrado sin efectos teatrales o melodramáticos. La degradación moral es mostrada como un fenómeno de la vida ordinaria. El personaje principal, Porfirio Golovliov, es apodado “el pequeño Judas” (Иудушкa o Iúdushka). 
Mijaíl Yevgráfovich Saltykov-Shchedrín escribió que el objetivo principal de su obra literaria era la protesta contra avaricia, hipocresía, ladronería, perfidia y tontería de sus compatriotas. 
Sus libros han sido traducidos a muchas lenguas, entre ellas el inglés, el alemán, el francés y el español, pero su estilo peculiar presenta muchas dificultades para el traductor.

## Obras escogidas
- Historia de una ciudad (История одного города) (1869-1870)
- Señores y señoras Pompadour (Помпадуры и помпадурши) (1873)
- Los señores Golovliov (Господа Головлёвы) (1875-1880)
- Cuentos de hadas satíricos (1869-1886)
- Ruinas de la Vida (Пошехонская старина) (publicado en 1890)

## Adaptaciones cinematográficas
- 1933: El realejo (Органчик), cortometraje de dibujos animados producido por Soyuzmultfilm y dirigido por Nikolái Jodatáyev (Николай Ходатаев, 1892 - 1979).[1]

- 1992: La liebre abnegada (Самоотверженный эаяц): cortometraje de animación de muñecos producido por Soyuzmultfilm y dirigido por Alekséi Soloviov (Алексей Соловьёв). Es una versión modernizada de un cuento de Saltykov-Shchedrín.[2]

- Fichas de adaptaciones cinematográficas de obras de Saltykov-Shchedrín; en Internet Movie Database.

## Traducciones al español
- Los señores Golovliev. Biblioteca Total. Centro Editor de América Latina, 1977. N.º 17. 240 pág.
- Los señores Golovlev. Kogan Albert, J. (traductor). Publicación Buenos Aires: Emecé, 1944. 365 p. Colección La Quimera.
- La familia Golovliov. Prólogo de Juan Soto Ivars. Traducción de Maria García Barris. Nevsky Prospects, Madrid, 2012. ISBN 978-84-939358-5-6